# Weturia
Weturia (łac. Veturia) – bohaterka rzymskiej legendy, matka Gnejusza Marcjusza Koriolana.
Zgodnie z treścią legendy u zarania ustroju republikańskiego w Rzymie wódz Koriolan zażądał zniesienia praw politycznych uzyskanych przez plebejuszy. Wezwany przed sąd ludowy nie stawił się nań i został skazany zaocznie na wygnanie. Koriolan udał się do niedawno pobitego przez siebie, jako wodza rzymskiej armii, plemienia Wolsków, a następnie na czele ich armii zajął całe Lacjum i przystąpił do oblężenia Rzymu.
Gdy dwukrotne poselstwo senatu do oblegającego miasto Koriolana nie przyniosło żadnego rezultatu, postanowiono wysłać doń jego sędziwą matkę Weturię oraz żonę Wolumnię. Koriolan wyszedł z radością na spotkanie zbliżającej się matki, ta jednak zatrzymała go, po czym zwróciła się z gniewem do syna następującymi słowy (według Liwiusza):

Pozwól, nim uścisk twój przyjmę, niech wiem, czym przyszła do wroga, czy do syna, czy w tym obozie jestem branką, czy matką! [...] A gdy zobaczyłeś Rzym, nie przyszło ci na myśl: Oto w tych murach jest mój dom, moi bogowie domowi, moja matka, żona i dzieci? – No tak, gdybym ja ciebie nie urodziła, nie byłoby oblężenia Rzymu: gdybym ja nie miała syna, umarłabym wolna w wolnej ojczyźnie. Ale mnie nic już nie może spotkać, co by było większą hańbą dla ciebie, a dla mnie większym upokorzeniem. Zresztą tu nie chodzi o moje nieszczęście; i tak niedługo już żyć będę. Na dzieci patrz, na żonę! Jeżeli posuniesz się dalej, to ich czeka albo przedwczesna śmierć, albo długa niewola.

Wzruszony słowami matki Koriolan odesłał bliskich do domu i odstąpił od oblężenia rodzinnego miasta.